# Hokuto (Honsiu)
Hokuto (jap. 北杜市 Hokuto-shi) – miasto w Japonii na głównej wyspie Honsiu w prefekturze Yamanashi.

## Położenie
Miasto leży w północnej części prefektury nad rzeką Fuji, graniczy z:
- Kōfu
- Kai
- Nirasaki
- Minami-Arupusu
- Ina
- Chino

oraz kilkoma miasteczkami i wsiami.

## Historia
Miasto powstało 1 listopada 2004 roku.

## Transport

### Kolejowy
Przez miasto przebiega główna magistrala JR Chūō.

### Drogowy
- Autostrada Chūō
- Drogi krajowe nr 20, 141.

## Miasta partnerskie
- Stany Zjednoczone: LeMars
- Korea Południowa: Pocheon